# Diaphorus henanensis
Diaphorus henanensis är en tvåvingeart som beskrevs av Yang och Saigusa 1999. Diaphorus henanensis ingår i släktet Diaphorus och familjen styltflugor.
Artens utbredningsområde är Henan (Kina). Inga underarter finns listade i Catalogue of Life.